# Gewissen in Aufruhr
Gewissen in Aufruhr ist eine 5-teilige Miniserie der DEFA für den Deutschen Fernsehfunk. Sie entstand 1961 nach dem gleichnamigen autobiographischen Bericht von Rudolf Petershagen.

## Handlung
Oberst und Ritterkreuzträger Joachim Ebershagen kommt nach einem Genesungsurlaub in der Heimat an die Ostfront zurück. Bereits vor seiner Verwundung an der Hand hatte sich die Lage um Stalingrad für die deutschen Truppen immer weiter verschlechtert. So war seine Einheit, welche in der Steppe vor Stalingrad als Absicherung gelegen war, immer mehr von vorrückenden russischen Einheiten bedrängt worden, litt erheblich unter den Versorgungsengpässen und dem kalten Winter. Ebershagen wurde als Kommandeur eines Panzergrenadierregiments bei der 6. Armee im Kessel von Stalingrad eingeschlossen. Die Erlebnisse lassen ihn anfangen, am Sinn des Krieges zu zweifeln. Bei einer Frontbesichtigung wird Ebershagen schwer am Bein verletzt und wird mit einem der letzten Flugzeuge aus dem Kessel ausgeflogen.
Im Lazarett erlebt er wie ebenfalls zur Genesung dort liegende SS-Offiziere die Rassenschande propagieren, welche als Anklage (ein Wehrmachtsoffizier hatte eine russische Bedienstete geküsst und russisch gelernt) verwendet, direkt zu standgerichtlichen Erschießungen führten.
Wieder in der Heimat wird er Kommandant von Greifswald. Gegen Kriegsende übergibt er die Stadt am 30. April 1945 kampflos an die Sowjetarmee. Das von einem Standgericht darauf ausgesprochene Todesurteil wird nicht vollstreckt. Ebershagen muss nach Kriegsende mit seinen Soldaten in die sowjetische Kriegsgefangenschaft. Von den Mitgefangenen wird er als Verräter bezeichnet und gemieden. Ein ehemaliger SS-Offizier versucht, ihn umzubringen, da Ebershagen ihn von seinem Lazarett-Aufenthalt 1942 als Kriegsverbrecher identifiziert.
Ebershagen kommt 1949 wieder nach Deutschland zurück und hilft als Kreisrat von Usedom beim dortigen Aufbau. 1950 reist er in die Bundesrepublik, um mit ehemaligen Kameraden zu sprechen. In der amerikanischen Besatzungszone gerät er in die Fänge des amerikanischen Geheimdienstes. Er widersteht deren Erpressungsversuchen, die im Zusammenhang mit der Wiederbewaffnung der BRD stehen. Daraufhin wird Ebershagen von einem Militärgericht zu sechs Jahren Zuchthaus verurteilt. Im Kriegsverbrechergefängnis Landsberg erlebt er, wie gut die Nazi-Kriegsverbrecher leben, die nach und nach in Freiheit kommen und sich auf eine neue Armee vorbereiten. Nach fast drei Jahren wird er auf Grund seines schlechten Gesundheitszustandes entlassen und kehrt nun endgültig heim zu seiner Familie in die DDR.

## Produktion und Veröffentlichung
Titel und Erstsendungen der einzelnen Episoden:
1. Entscheidung an der Wolga (Fernsehpremiere (DFF): 5. September 1961)
2. Als die Glocken schwiegen (Premiere: 7. September 1961)
3. Wo sich die Wege trennen (Premiere: 10. September 1961)
4. Auf der anderen Seite (Premiere: 12. September 1961)
5. Zweite Heimkehr (Premiere: 14. September 1961)

Am 24. September 1961 wurden die als Schwarzweißfilm gedrehten fünf Teile zum ersten Mal am Stück im Berliner Kino Babylon gezeigt. Diese Form der Aufführung wurde noch mehrmals in verschiedenen Kinos praktiziert. Für den normalen Anlauf in den Kinos der DDR wurde der Film auf zwei Teile zusammengefasst, die ab 3. und 10. November 1961 zu sehen waren.

## Kritik
In der Tageszeitung Neues Deutschland bemerkt Katja Stern nach Ausstrahlung der fünf Folgen:

„Es ist das große Verdienst der Schöpfer des Fernsehfilms, daß sie allen Gefahren der Überzeichnung, eines falschen Pathos oder eines pompösen Dialogs, die auch ein so großes Thema zur Mittelmäßigkeit hätten herabwürdigen können, widerstanden haben. Die künstlerische Meisterschaft dieses Fernsehromans drückt sich im Gegenteil aus in einer geradezu maßvoll-disziplinierten Bescheidung in den Mitteln, mit denen jede Szene gestaltet wurde. Das Ganze erhielt besonders dadurch seine erregende Atmosphäre und starke Aussagekraft.“

Das Lexikon des internationalen Films schreibt, dass der spannende, auch emotional bewegende „Fernsehroman“, als Antwort auf die westdeutsche Serie „So weit die Füße tragen“ konzipiert sei. Als einer der ersten erfolgreichen Mehrteiler des ostdeutschen Fernsehens, war er vor seiner TV-Adaptation von der DEFA-Leitung mit der Begründung abgelehnt worden, die Zeit des Zweiten Weltkriegs aus der Perspektive eines deutschen Offiziers sei nicht darstellenswürdig."

## Auszeichnungen
- 1961: Nationalpreis der DDR I. Klasse im Kollektiv (H. Oliva, G. Reisch, H.-J. Kasprzik, E. Geschonneck, I. Keller)
- 1962: Heinrich-Greif-Preis III. Klasse im Kollektiv (H. E. Brandt, O. Hanisch)